# 黑茨霍恩
黑茨霍恩是德国石勒苏益格－荷尔斯泰因州的一个市镇。总面积12.43平方公里，总人口1052人，其中男性551人，女性501人（2011年12月31日），人口密度85人/平方公里。